# Ait Ouassif
Ait Ouassif (àrab آيت واسيف) és una comuna rural de la província de Tinghir de la regió de Drâa-Tafilalet. Segons el cens de 2014 tenia una població total de 8.246 persones.